# Lucky Logic
Lucky Logic ist ein Programmierwerkzeug  für die Computing-Modelle von fischertechnik. Es nutzt dazu eine grafische Programmiersprache.
Die erste Version erschien 1991 für IBM-PC (DOS), Atari ST und Amiga im Zuge des Baukastens Profi Computing.
Die Elektronikbausteine der Modelle werden über eine mit dem Rechner verbundene Schnittstelle (Interface) angesprochen. So gibt es beispielsweise für Motoren oder Taster auch den entsprechenden grafischen Baustein in Lucky Logic. Die Bausteine können am Bildschirm im Stil eines Flussdiagramms verknüpft und so mit Aufgaben versehen werden.
Für die nachfolgenden Computing-Baukästen kommt Lucky Logic für Windows zum Einsatz, kurz LLWin. Die Windows-Version von Lucky Logic unterstützt Echtzeitverarbeitung und nahezu beliebig viele Unterprogramme. Außerdem können Bausteine nun auch kopiert und verschoben werden.
Ab der Version 2.1 wird das neue serielle Intelligent Interface unterstützt, das 1997 mit dem Baukasten „Mobile Robots“ auf den Markt kam. Das bisherige parallele Universal-Interface kann weiterhin verwendet werden.
Im Jahr 2000 erschien mit LLWin 3.0 die letzte Version. Es wurden im Laufe der Zeit lediglich noch einige Patches veröffentlicht. Neuerungen gegenüber Version 2.1 sind unter anderem ein überarbeitetes Erscheinungsbild, verbesserte Benutzerfreundlichkeit und der Speicher für die Programmverarbeitung im sogenannten Online-Modus hat sich verzehnfacht.
Lucky Logic für Windows basiert auf der Software iCon-L der Firma ProSign (Prozess Design GmbH). Bei den Computing-Modellen ab 2004 kommt die (zu LLWin nicht kompatible) Nachfolgesoftware ROBO Pro zum Einsatz.